# Chiara Bouziane
Chiara Bouziane geb. Loos (* 10. Januar 1997 in Mainz) ist eine deutsche Fußballspielerin.

## Verein
Loos begann fünfjährig beim 1. FC Nackenheim mit dem Fußballspielen. Dort spielte sie durchweg mit Jungen des Jahrgangs 1996. Im Jahr 2006 wurde Loos erstmals in die Junioren-Auswahlmannschaft des Südwestdeutschen Fußballverbands berufen. 2009 gelangte sie über die Zwischenstation Fontana Finthen zur Jugendabteilung der Hassia Bingen. Seit dieser Zeit spielte sie in den oberen Leistungsklassen des männlichen Nachwuchsbereichs. Beim SV Gonsenheim spielte Chiara Loos in der höchsten Spielklasse des männlichen C-Junioren Bereiches. In der Saison 2012/13 wechselte sie zu TSV Schott Mainz und spielte für die U-17 Junioren. Im Jahr 2015/16 debütierte sie erstmals in der 2. Frauen-Bundesliga und erzielte in 20 Spielen 8 Tore. Daraufhin folgten zwei weitere Jahre beim TSV Schott Mainz in der 2. Frauen-Bundesliga. Zur Saison 2018/19 wechselte sie zum 1. FC Saarbrücken und spielte dort zwei Jahre in der 2. Frauen-Bundesliga. 2020/21 wechselte sie zum SC Sand in die Frauen-Bundesliga. 2022 stieg sie mit dem Club in die zweite Liga ab. Zur Saison 2022/23 wechselte Loos dann zum SC Freiburg zurück in die Bundesliga. Mit dem Sport-Club erreichte sie 2023 das Pokalfinale. Die Saison 2023/24 verpasste sie aufgrund von Reha-Maßnahmen Großteils, im Frühjahr 2024 verletzte sie sich am Syndesmoseband. Im Sommer 2024 wurde ihr Vertrag in gegenseitigem Einvernehmen aufgelöst.
Am 26. Juli 2024 gab der damalige Regionalligist 1. FSV Mainz 05 ihre Verpflichtung bekannt. Verletzungsbedingt verpasste sie den Beginn der Saison 2024/25 und gab ihr Debüt für Mainz am 30. November 2024 gegen den SC Bad Neuenahr, im selben Spiel erzielte Bouziane zugleich ihr erstes Tor für Mainz. Zum Ende der Saison stieg die Mannschaft in die 2. Bundesliga auf.

## Nationalmannschaft
Über die Südwestauswahl gelangte sie in den Kader der U-15-Nationalmannschaft für die sie am 24. April 2011 beim 4:2-Sieg gegen die U-15-Auswahl der Niederländerinnen unter der Trainerin Bettina Wiegmann debütierte. Ihre ersten Länderspieltore erzielte sie am 22. Juni 2011 beim 4:1-Erfolg über die Auswahl Polens mit den Treffern zum zwischenzeitlichen 1:0, 2:0 und zum 4:0. Sie gehört seitdem zu den Leistungsträgerinnen ihres Jahrgangs.
Ihr Debüt für die U-16-Nationalmannschaft krönte Loos am 11. September 2012 in Hamburg mit dem Tor zum zwischenzeitlichen 3:0 gegen die Auswahl Norwegens. In der U19-Nationalmannschaft unter der Trainerin Maren Meinert absolvierte sie 7 Länderspiele. Am 21. Oktober 2015 debütierte sie in der U-20 Nationalmannschaft in Kassel gegen Schweden.

## Erfolge
- DFB-Pokal-Finalist 2023 (mit dem SC Freiburg)

## Spielweise
Chiara Loos ist eine überdurchschnittlich schnelle und dynamische Spielerin, die über eine hervorragende Technik verfügt. Aufgrund dieser Eigenschaften gab ihr die Mainzer Rhein-Zeitung den Spitznamen „Blonder Blitz“.

## Sonstiges
Chiara Loos besuchte die IGS Mainz-Bretzenheim, die eine Eliteschule des Fußballs ist. Sie lebt mit ihren Eltern und ihrem Bruder, der im Jugendbereich des 1. FSV Mainz 05 spielte, in dem rheinhessischen Weinort Nackenheim. 2022 hat Chiara Loos den französischen Fußballer Mounir Bouziane geheiratet und seinen Nachnamen angenommen.